# Willy Brandt
Willy Brandt, geboren als Herbert Ernst Karl Frahm (Lübeck, 18 december 1913 – Unkel, 8 oktober 1992), was een Duits journalist, politicus van de SPD, burgemeester, federaal minister en bondskanselier van Duitsland van 1969 tot 1974. In 1971 ontving hij de Nobelprijs voor de Vrede voor zijn inzet voor Europese Politieke Samenwerking.

## Jeugdjaren
Willy Brandt werd geboren op 18 december 1913 in Lübeck als Herbert Frahm, de zoon van de ongehuwde verkoopster Martha Frahm. Zijn vader leerde hij nooit kennen. Hij groeide bij zijn moeder en stiefgrootvader Ludwig op, later bij de stiefgrootvader en diens tweede vrouw. Ludwig Frahm was sociaaldemocraat, Herbert werd in 1925 lid van een sociaaldemocratische kinderengroep. Ofschoon sinds 1930 lid van de SPD, ging hij in oktober 1931 naar de radicalere kleine Sozialistische Arbeiterpartei. Hij had zijn gymnasiumdiploma (Abitur) behaald en wilde journalist worden.

## Noorwegen en Zweden
Na de machtsovername van de nationaalsocialisten in 1933 trok hij in opdracht van de SAP naar Noorwegen om daar een voorpost van deze verzetsbeweging op te bouwen. Hij leerde Noors en voorzag in zijn onderhoud door het schrijven voor Noorse kranten. Hierdoor en door zijn politieke werk kon hij zijn studie geschiedenis die hij in 1934 in Oslo begon niet voltooien.
Onder meer bezocht hij in 1934 Nederland, als afgevaardigde voor een congres van het Socialistisch Jeugdverbond dat op 24 februari 1934 te Laren NH zou worden gehouden. De burgemeester van Laren, Hubert Louis Marie van Nispen tot Sevenaer, liet echter alle buitenlandse deelnemers aan dit congres arresteren wegens 'ongewenste politieke activiteiten.' Vier van Brandts Duitse medestanders werden aan nazi-Duitsland uitgeleverd, van wie slechts één overleefde. Dankzij zijn Noorse papieren wist Brandt Nederlandse uitlevering aan de Gestapo te ontlopen en werd hij over de Belgische grens gezet. In 1938 nam de Duitse regering hem zijn staatsburgerschap af. Een van zijn pseudoniemen uit die tijd was Willy Brandt, onder welke naam hij in augustus 1940 Noors staatsburger werd en in 1948/1949 weer Duits staatsburger. Brandt ging onder meer incognito op politieke verkenningsreis naar Duitsland en deed verslag van de burgeroorlog in Spanje.

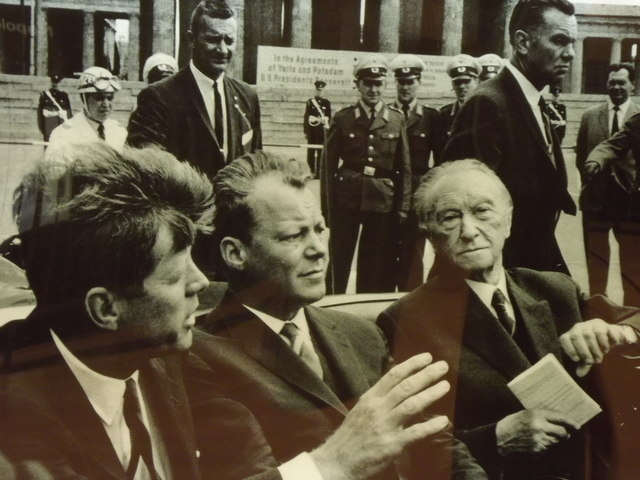
President van de Verenigde Staten John F. Kennedy, regerend burgemeester van West-Berlijn Willy Brandt en bondskanselier Konrad Adenauer tijdens bezoek aan West-Berlijn op 26 juni 1963.

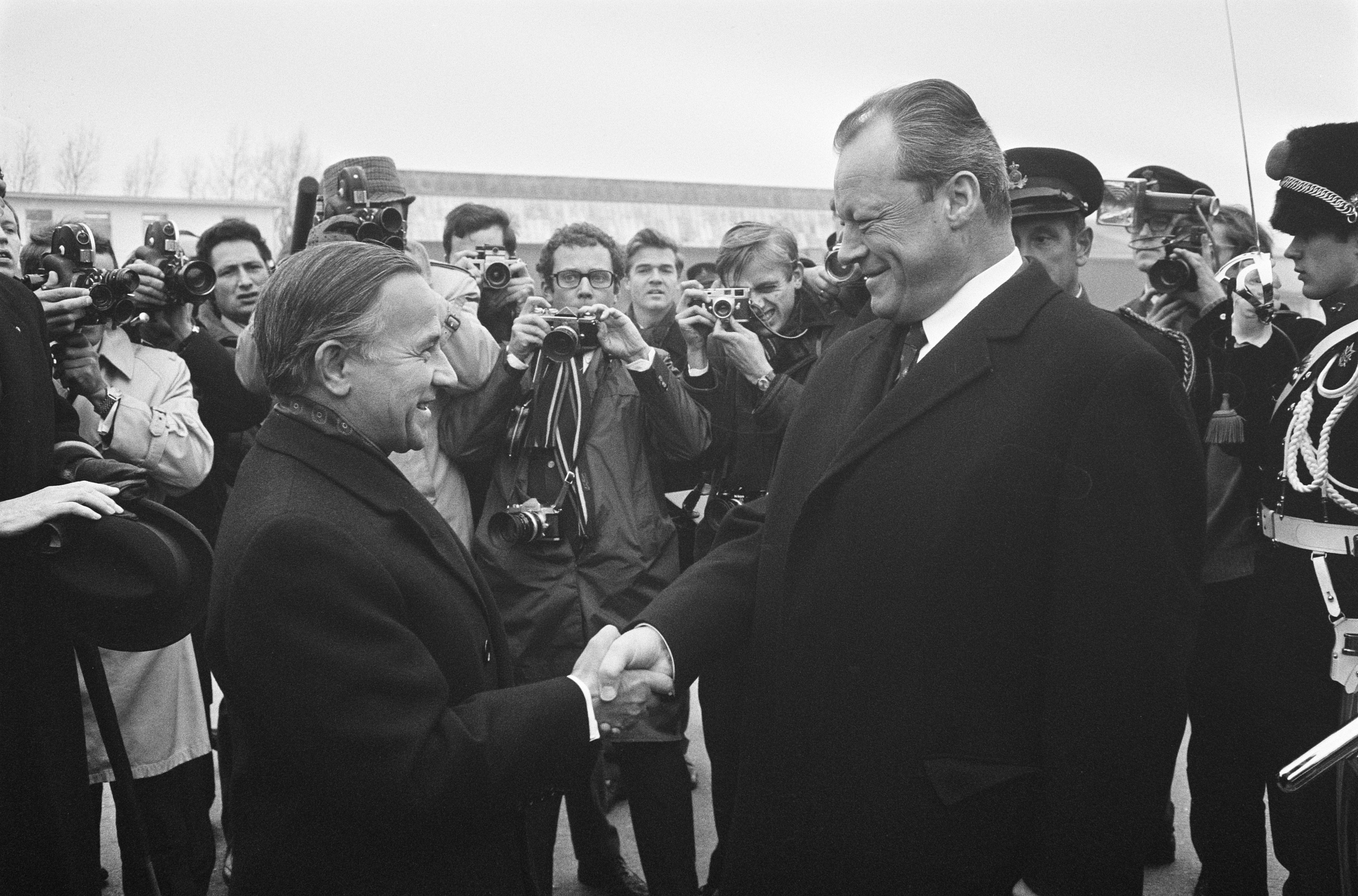
Minister-president van Nederland Piet de Jong en bondskanselier Willy Brandt tijdens een aankomst op Vliegveld Ypenburg op 1 december 1969.

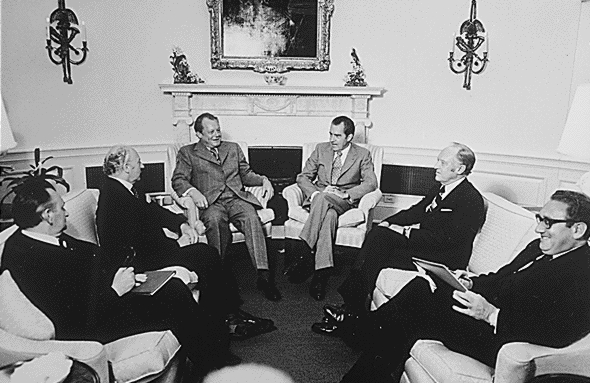
Minister zonder portefeuille, Egon Bahr, minister van Buitenlandse Zaken Walter Scheel, bondskanselier Willy Brandt, president van de Verenigde Staten Richard Nixon, Amerikaanse minister van Buitenlandse Zaken William P. Rogers en Nationaal Veiligheidsadviseur Henry Kissinger tijdens bijeenkomst in Oval Office op 2 mei 1973.

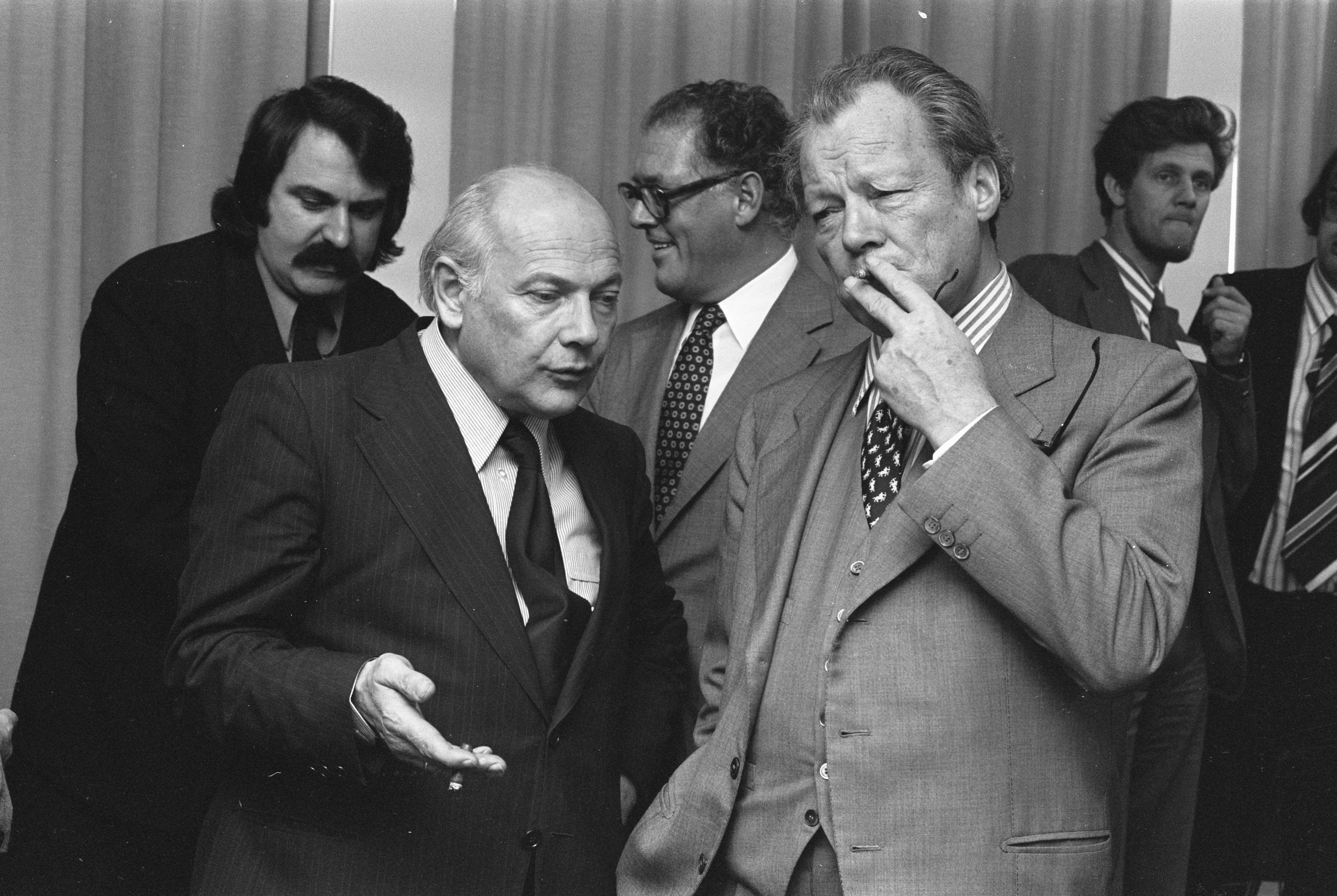
Minister-president van Nederland Joop den Uyl en Willy Brandt tijdens een bijeenkomst van de Partij van Europese Socialisten in Den Haag op 1 november 1974.

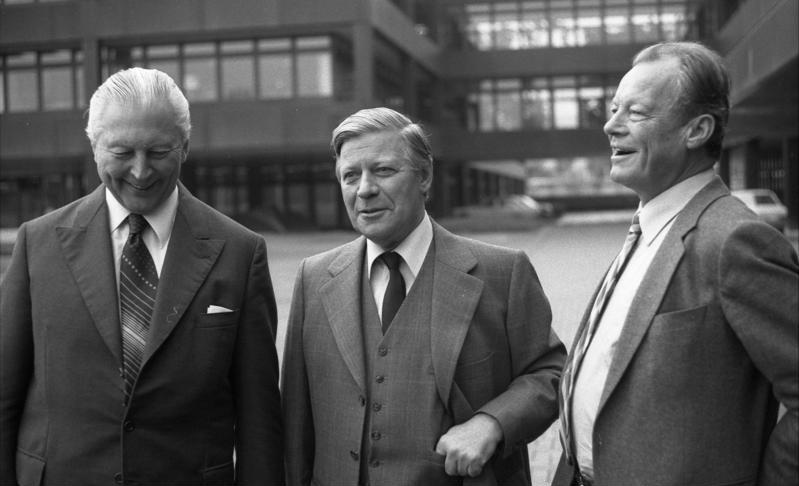
Oud-bondskanselier Kurt Georg Kiesinger, bondskanselier Helmut Schmidt en Willy Brandt tijdens een bijeenkomst op het Bundeskanzleramt in Bonn op 18 oktober 1979.

Na de inval van Duitse troepen in Noorwegen in het voorjaar van 1940 werd Brandt gearresteerd door Duitse soldaten, maar door zijn Noorse uniform niet herkend als socialistische Duitse balling. Na te zijn vrijgelaten vluchtte hij naar Zweden. In Stockholm stichtte hij met enkele medestanders een Noors-Zweeds persbureau, dat de informatievoorziening voor 70 kranten in Zweden verzorgde, en werkte hij eraan mee om SAP-leden weer naar de SPD te brengen. In 1945 kwam hij als verslaggever voor Scandinavische kranten terug naar Duitsland. Uiteindelijk besloot hij om niet terug naar Lübeck te gaan maar naar Berlijn, waar hij in dienst trad als persattaché bij de Noorse militaire missie.

## Berlijn
In 1949 werd Brandt, inmiddels weer Duits staatsburger, een van de Berlijnse afgevaardigden in de Bondsdag, het Bonds-Duitse parlement in Bonn. Vanaf 1950 was hij ook lid van het stadsparlement van (West-)Berlijn. In 1950 betaalden de Verenigde Staten in het geheim 200.000 Duitse mark aan Willy Brandt, later in de jaren vijftig nog meer geld. Hiermee wilden de VS ertoe bijdragen dat de Duitse SPD, die destijds naar het marxisme neigde, zich meer zou richten op integratie van de Duitse Bondsrepubliek in het Westen – de lijn die destijds o.a. SPD-lid Brandt voorstond.
In 1955 ging Brandt terug naar Berlijn om president van het Berlijns parlement te worden en in 1957 werd hij gekozen tot de nieuwe burgemeester van Berlijn. In die functie werd hij populair en ook buiten Berlijn zeer bekend door zijn vastberaden houding ten aanzien van de sovjets. Hij was burgemeester toen in 1961 de Duitse Democratische Republiek de Muur liet bouwen. Twee jaren later sloot West-Berlijn met de DDR diverse Passierscheinabkommen, een soort visa waarmee West-Berlijners het recht kregen om tussen Kerstmis en Nieuwjaar hun familie in Oost-Berlijn te bezoeken.
Hij gold als conflictschuw en gematigd linksgeoriënteerd lid van de SPD. Daarom steunden zeker niet alle partijleden hem, maar toch zag de partij hem in 1961 als de meest geschikte kandidaat voor het bondskanselierschap. Nog op hetzelfde partijcongres waarop hij kandidaat werd kreeg hij niet voldoende stemmen om lid van het bestuur van de partij te worden. Bij de Bondsdagverkiezingen van 1961 en 1965 (en 1969) bezorgde Brandt zijn partij winst, maar ze bleef steeds bij de CDU/CSU achter. Brandt bleef burgemeester van Berlijn; na de verkiezingen van 1965 had hij zijn doel om bondskanselier te worden voor zichzelf laten vallen.

## Minister van Buitenlandse Zaken
Bondskanselier Ludwig Erhard van de CDU kon in 1965 zijn coalitie met de liberale FDP voortzetten, maar in oktober 1966 viel de coalitie uiteen. De liberalen waren het niet eens met Erhards antwoord op de toenmalige economische crisis. Snel werd de SPD gevraagd als partner en op 1 december 1966 werd de CDU-politicus Kurt Georg Kiesinger tot kanselier van een CDU/CSU-SPD-coalitie (de zogenaamde Grote Coalitie) gekozen. Brandt werd Minister van Buitenlandse Zaken.

## Kanselier
Na de verkiezingen van 1969 kon Brandt een regering vormen met een krappe meerderheid van SPD en FDP. Brandt werd de 4de bondskanselier van de Bondsrepubliek en de eerste sociaaldemocratische kanselier van Duitsland sinds 1930.
Brandts ambtstijd werd vooral gekenmerkt door zijn vernieuwende Ostpolitik, die de Koude Oorlog door de spreuk „Wandel durch Annäherung“ (verandering door contact, resp. politiek van kleine stappen voorwaarts) moest vervangen en waardoor de Berlijnse Muur geleidelijk opener zou moeten worden, vooral voor personenverkeer uit West- én Oost-Duitsland. Ondanks scepsis in het begin (Nixon, Kissinger, Pompidou), werd dit beleid gesteund door de grootmachten van het westen. De door Brandt begonnen ontspanningspolitiek sloeg aan en mondde uiteindelijk uit in verdragen met Polen en de Sovjet-Unie, waarmee de Bondsrepubliek onder meer de naoorlogse grenzen van Europa erkende.
Toen Brandt in 1970 in Erfurt de voorzitter van de Ministerraad van de DDR Willi Stoph trof tijdens zijn staatsbezoek aan de DDR, werd hij door de bevolking hartstochtelijk toegejuicht, wat de DDR-machthebbers irriteerde. Maar ook in eigen land maakte zijn charismatische optreden en zijn besluitvaardig, geleidelijk toewerken naar betere internationale verhoudingen, hem zeer populair. Ook bijvoorbeeld in Nederland was hij geliefd.
Tijdens het bezoek aan Warschau op 7 december 1970, voor de ondertekening van het Verdrag van Warschau, herdacht hij in de functie van Duitslands bondskanselier de slachtoffers van het nationaalsocialistisch bewind door letterlijk een knieval te doen voor het gedenkteken van de opstand in het getto van Warschau in 1943. Deze knieval van Warschau illustreerde de start van zijn ontspanningspolitiek. De internationale erkenning voor die politiek werd onder meer onderstreept door de toekenning aan Brandt van de Nobelprijs voor de Vrede in 1971.
Brandt wilde ook grote hervormingen doorvoeren op sociaal-, rechterlijk- en onderwijsgebied. "Mehr Demokratie wagen", luidde zijn motto, waarmee hij de volgens hem vastgeroeste binnenlandse politiek in beweging wilde krijgen.
Zijn politiek ten opzichte van het Oostblok, en de maatschappelijke hervormingen die Brandt wilde doorvoeren stuitten op kritiek, voornamelijk bij de oppositionele CDU en CSU en hun afgevaardigden in de Union-fractie. Maar ook binnen de eigen meerderheid had hij niet altijd alle parlementsleden aan zijn zijde. Sinds zijn aantreden als kanselier waren zoveel leden van de SPD en FDP, waaronder ook de voormalige FDP-leider Erich Mende, naar de oppositie overgelopen dat Brandt in 1972 rekenkundig nauwelijks nog de meerderheid in de Bondsdag had.
In 1972 meende oppositieleider Rainer Barzel dat hij genoeg steun in het parlement zou verkrijgen om door een konstruktives Misstrauensvotum zelf bondskanselier te worden. Hij kwam echter twee stemmen te kort; later bleek dat minstens één lid van de CDU door de DDR omgekocht was om niet voor Barzel te stemmen.
Wetsontwerpen van de SPD-FDP-coalitie verkregen echter ook geen meerderheid in de Bondsdag, daarom liet Brandt (via een wat ingewikkelde procedure) door president Gustav Heinemann de Bondsdag ontbinden. Bij de verkiezingen van november behaalde de coalitie van SPD/FDP een klinkende overwinning. De SPD kwam op 45,8% van de stemmen, ze kreeg voor het eerst meer steun van de kiezers dan CDU/CSU. Brandt kon een nieuwe regering vormen die op een ruime meerderheid in de Bondsdag kon rekenen.
Tijdens dit tweede kabinet-Brandt keerde het tij. De binnenlandse hervormingen bleken duur te zijn, in 1973 kwam daar de oliecrisis bij. Brandts kracht en grote charisma kwamen meer tot hun recht in de buitenlandse politiek dan in binnenlands-economische aangelegenheden. Op 6 mei 1974 nam Brandt onverwacht ontslag omdat zijn persoonlijke medewerker Günter Guillaume ontmaskerd werd als DDR-spion. Een van de redenen was dat Brandt werd meegedeeld dat de DDR over kwetsende informatie over zijn privéleven beschikte. Zowel toen als later beweerden critici dat fractievoorzitter Herbert Wehner hem de nodige steun zou hebben geweigerd om de spionnen-affaire te doorstaan, omdat Wehner de SPD-minister Helmut Schmidt geschikter als kanselier vond.

## Politicus en elder statesman
Brandt bleef actief in de politiek; tot 1987 was hij voorzitter van de SPD en vond dat bondskanselier Schmidt een te pragmatische koers voer en te veel afstand nam van de vredes- en milieubeweging. Brandt werd in 1976 voorzitter van de Socialistische Internationale. Toen op 9 november 1989 de Muur in Berlijn viel was Brandt de eerste bekende sociaaldemocraat die zich voor een snelle hereniging van Duitsland uitsprak.

## Familie
Van 1941 tot 1948 was hij getrouwd met Carlotta Thorkildsen en had met haar hun dochter Ninja (1940). In 1948 trouwde hij met de weduwe Rut Bergaust. Ze lieten zich scheiden in 1980. Zij was de moeder van zijn drie zoons Peter (1948), Lars (1951) en Matthias (1961). In 1983 trouwde Brandt met de dertig jaar jongere historica Brigitte Seebacher.

## Citaat
Een markante uitspraak van Willy Brandt luidt: Te vaak met de vuist op tafel slaan (dat wil zeggen een compromisloze koers voorstaan en die met harde middelen willen afdwingen), is slechter voor je vuist dan voor de tafel (Zu oft mit der Faust auf den Tisch zu schlagen, bekommt der Faust schlechter als dem Tisch).
Adenauer (1949–1963) ·
Erhard (1963–1966) ·
Kiesinger (1966–1969) ·
Brandt (1969–1974) ·
Scheel (1974) ·
Schmidt (1974–1982) · 
Kohl (1982–1998) ·
Schröder (1998–2005) ·
Merkel (2005–2021) ·
Scholz (2021–heden)
1901: Dunant, Passy ·
1902: Ducommun, Gobat ·
1903: Cremer ·
1904: Institut de Droit International ·
1905: Von Suttner ·
1906: Roosevelt ·
1907: Moneta, Renault ·
1908: Arnoldson, Bajer ·
1909: Beernaert, Balluet d'Estournelles de Constant ·
1910: IPB ·
1911: Asser, Fried ·
1912: Root ·
1913: La Fontaine ·
1917: ICRC ·
1919: Wilson ·
1920: Bourgeois ·
1921: Branting, Lange ·
1922: Nansen ·
1925: Chamberlain, Dawes ·
1926: Briand, Stresemann ·
1927: Buisson, Quidde ·
1929: Kellogg ·
1930: Söderblom ·
1931: Addams, Butler ·
1933: Angell ·
1934: Henderson ·
1935: Von Ossietzky ·
1936: Lamas ·
1937: Cecil ·
1938: Office international Nansen pour les réfugiés ·
1944: ICRC ·
1945: Hull ·
1946: Balch, Mott ·
1947: Friends Service Council, American Friends Service Committee ·
1949: Orr ·
1950: Bunche ·
1951: Jouhaux ·
1952: Schweitzer ·
1953: Marshall ·
1954: Hoog Commissariaat voor de Vluchtelingen (UNHCR) ·
1957: Pearson ·
1958: Pire ·
1959: Noel-Baker ·
1960: Luthuli ·
1961: Hammarskjöld ·
1962: Pauling ·
1963: ICRC, IFRC ·
1964: King ·
1965: UNICEF ·
1968: Cassin ·
1969: Internationale Arbeidsorganisatie ·
1970: Borlaug ·
1971: Brandt ·
1973: Kissinger, Lê Đức Thọ ·
1974: MacBride, Satō ·
1975: Sacharov ·
1976: Williams, Corrigan ·
1977: Amnesty International ·
1978: Sadat, Begin ·
1979: Moeder Teresa ·
1980: Esquivel ·
1981: Hoog Commissariaat voor de Vluchtelingen (UNHCR) ·
1982: Myrdal, Robles ·
1983: Wałęsa ·
1984: Tutu ·
1985: IPPNW ·
1986: Wiesel ·
1987: Arias ·
1988: VN-vredesmacht ·
1989: Gyatso ·
1990: Gorbatsjov ·
1991: Suu Kyi ·
1992: Menchú ·
1993: Mandela, De Klerk ·
1994: Arafat, Peres, Rabin ·
1995: Rotblat, Pugwash Conferences on Science and World Affairs ·
1996: Ximenes Belo, Ramos-Horta ·
1997: ICBL, Williams ·
1998: Hume, Trimble ·
1999: AzG ·
2000: Dae-jung ·
2001: VN, Annan ·
2002: Carter ·
2003: Ebadi ·
2004: Maathai ·
2005: IAEA, El-Baradei ·
2006: Grameen Bank, Yunus ·
2007: Gore, IPCC ·
2008: Ahtisaari ·
2009: Obama ·
2010: Liu ·
2011: Johnson Sirleaf, Gbowee, Karman ·
2012: Europese Unie ·
2013: OPCW ·
2014: Satyarthi, Yousafzai ·
2015: Kwartet voor Nationale Dialoog in Tunesië ·
2016: Santos ·
2017: ICAN ·
2018: Mukwege, Murad Basee ·
2019: Ahmed ·
2020: Wereldvoedselprogramma ·
2021: Ressa, Moeratov ·
2022: Bjaljazki, Memorial, Centrum voor Burgerlijke Vrijheden ·
2023: Mohammadi ·
2024: Nihon Hidankyo
- Bibsys: 90066566
- Biblioteca Nacional de Chile: 000069884
- Biblioteca Nacional de España: XX947654
- Bibliothèque nationale de France: cb118937873 (data)
- Catàleg d'autoritats de noms i títols de Catalunya: 981058511703906706
- CiNii: DA00840318
- Gemeinsame Normdatei: 11851444X
- International Standard Name Identifier: 0000 0001 0890 9225
- Library of Congress Control Number: n80138336
- Nationale Bibliotheek van Letland: 000012137
- MusicBrainz: 0c0deaee-c1a1-4488-96fe-b5c15e4b0488
- National Archives and Records Administration: 10568026
- Bibliotheek van het Japanse parlement: 00434194
- Nationale Bibliotheek van Tsjechië: jn19990001030
- Nationale bibliotheek van Australië: 35021364
- Nationale Bibliotheek van Israël: 987007259187405171
- Nationale Bibliotheek van Polen: a0000001185134
- Nationale en Universitaire bibliotheek Zagreb: 000073925
- Nederlandse Thesaurus van Auteursnamen: 069070288
- Istituto Centrale per il Catalogo Unico: RCAV065767
- LIBRIS: 178973
- SNAC: w6r78v9g
- Système universitaire de documentation: 026749971
- Trove: 795533
- Virtual International Authority File: 41837116
- WorldCat: E39PBJvhmvXb3YHPWw8Gvdp773